# Tilshead
Tilshead est un village et une paroisse civile du Wiltshire, en Angleterre. Il est situé dans la plaine de Salisbury, à mi-chemin entre les villages de Shrewton et Market Lavington sur la route A360. Au moment du recensement de 2011, il comptait 358 habitants.
La rivière Till, un affluent de la Wylye, prend sa source à Tilshead.